# Lucas Ríos
Lucas Emanuel Ríos (Santa Fe, Argentina; 8 de marzo de 1998) es un futbolista argentino. Juega como mediocampista por derecha y su primer equipo fue Unión de Santa Fe. Actualmente milita en Cúcuta de la Categoría Primera B de Colombia.

## Trayectoria
Lucas Ríos se inició futbolísticamente en las inferiores de Unión de Santa Fe, pero tras quedar en libertad de acción se fue a jugar la Liga Santafesina con la camiseta de Cosmos FC. El buen rendimiento mostrado en este equipo le permitió regresar a Unión ya con 18 años para integrarse al plantel de Reserva.
A principios de 2018 el técnico Leonardo Madelón lo convoca para realizar la pretemporada con el plantel profesional; sin embargo, debió esperar un año para que se produjera su debut: el 23 de enero de 2019, en la victoria de Unión 2-1 ante River Plate, sumó sus primeros minutos ingresando a los 35 del ST en reemplazo de Diego Zabala. Pocos días después firmó su primer contrato profesional.
Jugó también en Real Pilar, Cúcuta de Colombia, Once Caldas de Colombia e Independiente Santa Fe de Colombia.

## Clubes
- Actualizado al 17 de agosto de 2025

| Club                   | Div.                | Temporada           | Liga | Liga | Copa Nacional | Copa Nacional | Copa Internacional | Copa Internacional | Total | Total |
| Club                   | Div.                | Temporada           | PJ   | G    | PJ            | G             | PJ                 | G                  | PJ    | G     |
| ---------------------- | ------------------- | ------------------- | ---- | ---- | ------------- | ------------- | ------------------ | ------------------ | ----- | ----- |
| Unión Argentina        | 1.ª                 | 2018/19             | 8    | 0    | 5             | 0             | 0                  | 0                  | 13    | 0     |
| Unión Argentina        | 1.ª                 | 2019/20             | 2    | 0    | 0             | 0             | 0                  | 0                  | 2     | 0     |
| Unión Argentina        | Total               | Total               | 10   | 0    | 5             | 0             | 0                  | 0                  | 15    | 0     |
| Real Pilar Argentina   | 4.ª                 | 2020                | 7    | 0    | -             | -             | -                  | -                  | 7     | 0     |
| Real Pilar Argentina   | 4.ª                 | 2021                | 22   | 2    | 1             | 0             | -                  | -                  | 23    | 2     |
| Real Pilar Argentina   | Total               | Total               | 29   | 2    | 1             | 0             | -                  | -                  | 30    | 2     |
| Cúcuta · Colombia      | 2.ª                 | 2022                | 8    | 1    | -             | -             | -                  | -                  | 8     | 1     |
| Cúcuta · Colombia      | 2.ª                 | 2023                | 37   | 8    | 10            | 1             | -                  | -                  | 47    | 9     |
| Cúcuta · Colombia      | 2.ª                 | 2024                | 17   | 4    | 1             | 0             | -                  | -                  | 18    | 4     |
| Cúcuta · Colombia      | 2.ª                 | 2025                | 5    | 0    | 0             | 0             | -                  | -                  | 5     | 0     |
| Cúcuta · Colombia      | Total               | Total               | 67   | 13   | 11            | 1             | -                  | -                  | 78    | 14    |
| Once Caldas · Colombia | 1.ª                 | 2024                | 18   | 0    | -             | -             | -                  | -                  | 18    | 0     |
| Once Caldas · Colombia | Total               | Total               | 18   | 0    | -             | -             | -                  | -                  | 18    | 0     |
| Santa Fe · Colombia    | 1.ª                 | 2025                | 8    | 0    | -             | -             | 2                  | 0                  | 10    | 0     |
| Santa Fe · Colombia    | Total               | Total               | 8    | 0    | -             | -             | 2                  | 0                  | 10    | 0     |
| Total en su carrera    | Total en su carrera | Total en su carrera | 132  | 15   | 17            | 1             | 2                  | 0                  | 151   | 16    |

## Palmarés

### Campeonatos nacionales
| Título          | Club                   | País     | Año  |
| --------------- | ---------------------- | -------- | ---- |
| Torneo Apertura | Independiente Santa Fe | Colombia | 2025 |